# Pittsburg (Illinois)
Pittsburg é uma vila localizada no estado americano de Illinois, no Condado de Williamson.

## Demografia
Segundo o censo americano de 2000, a sua população era de 575 habitantes.
Em 2006, foi estimada uma população de 580, um aumento de 5 (0.9%).

## Geografia
De acordo com o United States Census Bureau tem uma área de
5,5 km², dos quais 5,4 km² cobertos por terra e 0,1 km² cobertos por água. Pittsburg localiza-se a aproximadamente 142 m acima do nível do mar.

## Localidades na vizinhança
O diagrama seguinte representa as localidades num raio de 16 km ao redor de Pittsburg.